# 養父市

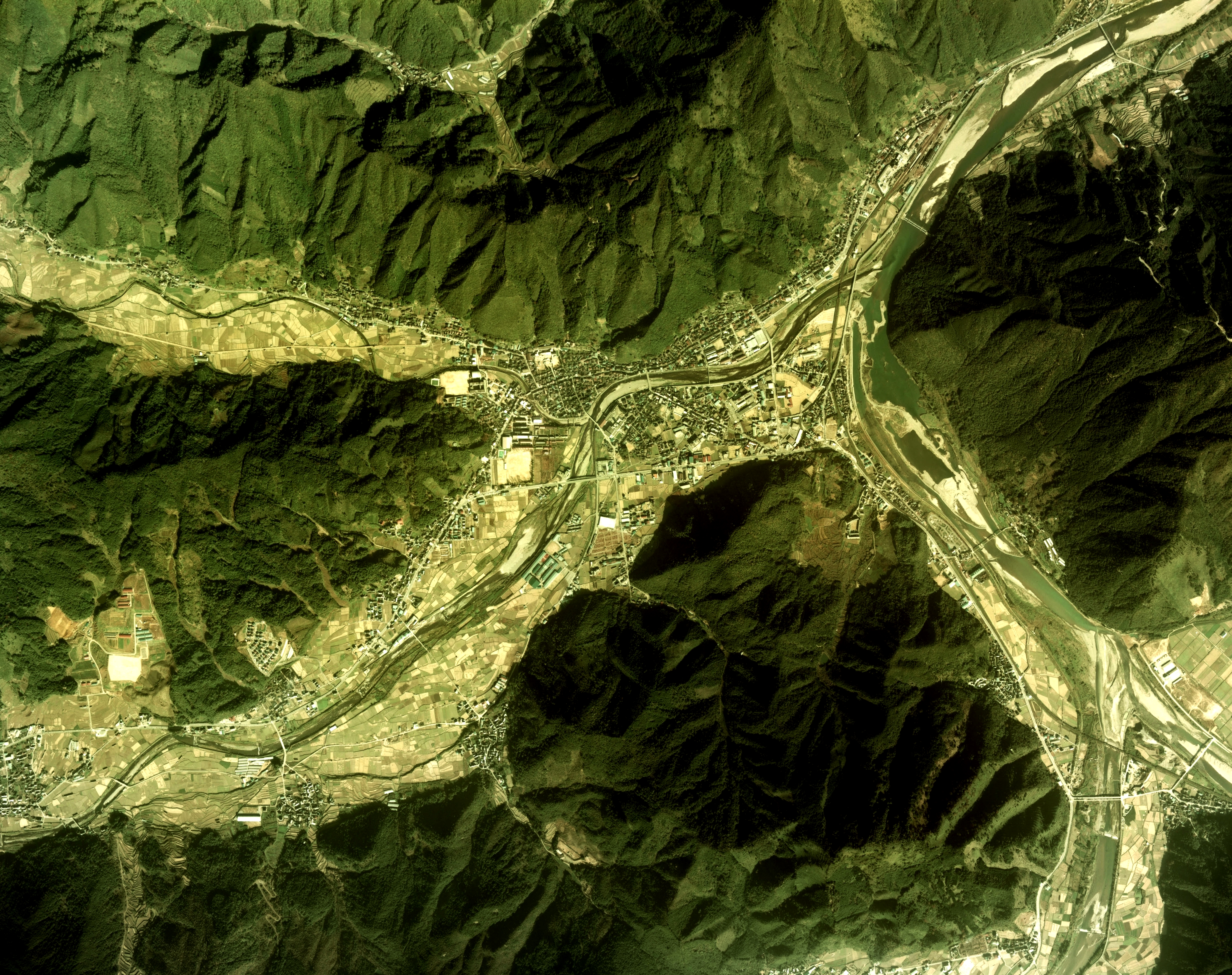
市役所のある八鹿地区周辺の空中写真。
1976年撮影の2枚を合成作成。。

養父市（やぶし）は、兵庫県の北部、但馬地方に位置する市。面積は約422.78km2で兵庫県全体の約5.0%を占める。一方、兵庫県の市では最も人口が少ない。
但馬県民局管轄区域で、中山間地農業の改革拠点として国家戦略特区に指定されている。

## 地理
- 山: 氷ノ山、鉢伏山、妙見山、大徳山
- 河川: 円山川、大屋川、八木川、建屋川
- 気候: 日本海側気候で、豪雪地帯に指定されている。
- 自然公園
  - 氷ノ山後山那岐山国定公園

| 大屋の気候               | 大屋の気候    | 大屋の気候    | 大屋の気候   | 大屋の気候    | 大屋の気候    | 大屋の気候    | 大屋の気候    | 大屋の気候    | 大屋の気候     | 大屋の気候    | 大屋の気候   | 大屋の気候    | 大屋の気候      |
| 月                       | 1月           | 2月           | 3月          | 4月           | 5月           | 6月           | 7月           | 8月           | 9月            | 10月          | 11月         | 12月          | 年              |
| ------------------------ | ------------- | ------------- | ------------ | ------------- | ------------- | ------------- | ------------- | ------------- | -------------- | ------------- | ------------ | ------------- | --------------- |
| 降水量 mm （inch）       | 131.6 (5.181) | 121.0 (4.764) | 136.4 (5.37) | 110.7 (4.358) | 126.9 (4.996) | 159.1 (6.264) | 206.6 (8.134) | 149.8 (5.898) | 257.2 (10.126) | 151.3 (5.957) | 91.2 (3.591) | 123.0 (4.843) | 1,764.8 (69.48) |
| 平均降水日数 （≥1.0 mm） | 17.3          | 15.4          | 14.8         | 11.0          | 10.6          | 11.8          | 13.0          | 10.0          | 12.7           | 10.9          | 12.3         | 15.7          | 155.5           |
| 出典：気象庁             |               |               |              |               |               |               |               |               |                |               |              |               |                 |

### 人口
平成22年国勢調査より前回調査からの人口増減を見ると6.35％減の26,501人であり、増減率は県下41市町中38位、49行政区域中46位である。
| |                                        |  |
| 養父市と全国の年齢別人口分布（2005年） | 養父市の年齢・男女別人口分布（2005年） |  |
| ■紫色 ― 養父市 ■緑色 ― 日本全国 | ■青色 ― 男性 ■赤色 ― 女性              |  |
| 養父市（に相当する地域）の人口の推移 \| 1970年（昭和45年） \| 36,716人 \| \| \| 1975年（昭和50年） \| 34,919人 \| \| \| 1980年（昭和55年） \| 33,979人 \| \| \| 1985年（昭和60年） \| 33,595人 \| \| \| 1990年（平成2年） \| 32,092人 \| \| \| 1995年（平成7年） \| 31,290人 \| \| \| 2000年（平成12年） \| 30,110人 \| \| \| 2005年（平成17年） \| 28,306人 \| \| \| 2010年（平成22年） \| 26,501人 \| \| \| 2015年（平成27年） \| 24,288人 \| \| \| 2020年（令和2年） \| 22,129人 \| \| |                                        |  |
| 総務省統計局 国勢調査より |                                        |  |
| 1970年（昭和45年） | 36,716人                               |  |
| 1975年（昭和50年） | 34,919人                               |  |
| 1980年（昭和55年） | 33,979人                               |  |
| 1985年（昭和60年） | 33,595人                               |  |
| 1990年（平成2年） | 32,092人                               |  |
| 1995年（平成7年） | 31,290人                               |  |
| 2000年（平成12年） | 30,110人                               |  |
| 2005年（平成17年） | 28,306人                               |  |
| 2010年（平成22年） | 26,501人                               |  |
| 2015年（平成27年） | 24,288人                               |  |
| 2020年（令和2年） | 22,129人                               |  |

## 歴史
- 2004年（平成16年）
  - 4月1日 - 養父郡八鹿町、養父町、大屋町、関宮町が新設合併して発足。これにより、養父郡は消滅。
  - 7月4日 - 市章を制定する[2]。
- 2010年（平成22年）
  - 養父市立養父小学校で灯油4,000Lが一級河川に流出[3]。
- 2014年（平成28年）3月28日 - 国家戦略特別区域に指定される[4]。

## 行政
歴代市長
| 代 | 氏名       | 就任年月日    | 退任年月日     | 備考         |
| -- | ---------- | ------------- | -------------- | ------------ |
| 初 | 佐々木憲二 | 2004年5月17日 | 2004年12月17日 | 在職中死去   |
| 2  | 梅谷馨     | 2005年1月31日 | 2008年10月31日 | 任期中に辞職 |
| 3  | 広瀬栄     | 2008年11月1日 | 2024年10月31日 |              |
| 4  | 大林賢一   | 2024年11月1日 | 現職           |              |

市長職務執行者
- 梅谷馨（旧養父町長）（2004年4月1日〜2004年5月16日）
- 和田金男（養父市助役）[8]（2004年12月17日〜2005年1月30日）

議会
- 定数：16

### 衆議院
- 任期：2021年（令和3年）10月31日 - 2025年（令和7年）10月30日（「第49回衆議院議員総選挙」参照）

| 選挙区 | 議員名 | 党派名     | 当選回数 | 備考   |
| --- | ------ | ---------- | -------- | ------ |
| 兵庫県第5区（養父市、豊岡市、川西市（旧東谷村域）、三田市、丹波篠山市、丹波市、朝来市、猪名川町、香美町、新温泉町） | 谷公一 | 自由民主党 | 7        | 選挙区 |

## 公共施設
- 養父市ケーブルテレビジョン

### 公民館施設
- 養父市立八鹿公民館
- やぶ市民交流広場
- 養父市立養父公民館

特色的な事業として、1994年より2年に1度開催されるビバホールチェロコンクールがある。
- 養父市立大屋公民館
- 養父市立関宮公民館

### 公立医療機関
- 公立八鹿病院組合
  - 公立八鹿病院

### 警察
- 南但馬警察署養父警察センター（旧養父警察署）

### 郵便局
集配郵便局
- 八鹿郵便局 - 667-00XX（八鹿町）、667-11XX（旧関宮町）
- 広谷郵便局 - 667-01XX（旧養父町）
- 大屋郵便局 - 667-03XX, 04XX（大屋町）

無集配郵便局
- 高柳郵便局
- 伊佐郵便局
- 南谷郵便局（2006年4月集配業務廃止）
- 建屋郵便局
- 養父郵便局
- 関宮郵便局（2007年3月集配業務廃止）
- 関宮外野郵便局

簡易郵便局
- 筏簡易郵便局
- 中瀬簡易郵便局
- 養父浅野簡易郵便局
- 堀畑簡易郵便局
- 中間簡易郵便局
- 口大屋簡易郵便局
- 門野簡易郵便局
- 宿南簡易郵便局
- 小佐簡易郵便局（2006年7月廃止）
- 養父三谷簡易郵便局
- 大谷簡易郵便局

## 経済

### 農業
養父市では、農家の高齢化や耕作放棄地増加への対策として企業でも農地を賃借・取得しやすくする特区制度を導入した。これを活用してオリックス、クボタ、ヤンマー系といった大手を含む企業がニンニク栽培などに参入している。

### 金融
養父市の指定金融機関は、但馬銀行である。金融機関の支店は但馬銀行のほか但馬信用金庫、JAたじまが展開している。

### 立地企業
- エコマネジメント株式会社明延事業所
- コーナン商事株式会社養父店（Yタウン）
- 株式会社谷常製菓
- 兵庫ナカバヤシ株式会社兵庫工場、関宮工場
- 日本滑石製錬株式会社八鹿工場
- 日本滑石製錬株式会社聖長鉱山鉱業所
- 日本精鉱株式会社中瀬精錬所
- 株式会社NEOMAX近畿
- 100満ボルト養父店（Yタウン）
- マックスバリュ西日本株式会社養父店（Yタウン）
- 全但バス株式会社
- 株式会社ホテル郁栄
- 株式会社オーシスマップ
- 株式会社マックアース

## 教育

### 幼稚園
- 養父市立八鹿幼稚園
- 養父市立小佐幼稚園
- 養父市立高柳幼稚園
- 養父市立伊佐幼稚園
- 養父市立宿南幼稚園

### 小学校
- 養父市立八鹿小学校
- 養父市立養父小学校
- 養父市立広谷小学校
- 養父市立建屋小学校
- 養父市立高柳小学校
- 養父市立伊佐小学校
- 養父市立宿南小学校
- 養父市立大屋小学校

### 中学校
- 養父市立八鹿青渓中学校
- 養父市立養父中学校
- 養父市立大屋中学校

### 義務教育学校
- 養父市立関宮学園

### 高等学校
- 兵庫県立八鹿高等学校
- 兵庫県立但馬農業高等学校
- 第一学院高等学校養父本校

### 専修学校
- 公立八鹿病院看護専門学校

## 交通

### 鉄道
西日本旅客鉄道（JR西日本）
- 山陰本線
  - 養父駅 - 八鹿駅

### バス
- 全但バス

### 道路
高速道路
- 北近畿豊岡自動車道：養父インターチェンジ - 八鹿氷ノ山インターチェンジ

国道
- 国道9号
  - 八鹿バイパス
- 国道312号
- 国道483号北近畿豊岡自動車道

主要地方道
- 兵庫県道2号宮津養父線
- 兵庫県道6号養父宍粟線
- 兵庫県道48号大屋波賀線
- 兵庫県道70号十二所澤線
- 兵庫県道87号関宮小代線

一般県道
- 兵庫県道104号物部藪崎線
- 兵庫県道136号浅野山東線
- 兵庫県道169号八鹿停車場線
- 兵庫県道255号上村養父線
- 兵庫県道267号日影養父線
- 兵庫県道268号十戸養父線

- 兵庫県道269号福岡出合線
- 兵庫県道271号朝倉養父停車場線
- 兵庫県道272号宮垣八木線
- 兵庫県道279号森大屋線
- 兵庫県道527号畑宮田線
- 兵庫県道714号大屋関宮線

道の駅
- 道の駅但馬楽座
- 道の駅やぶ
- 道の駅ようか但馬蔵

## 名所・旧跡・観光スポット

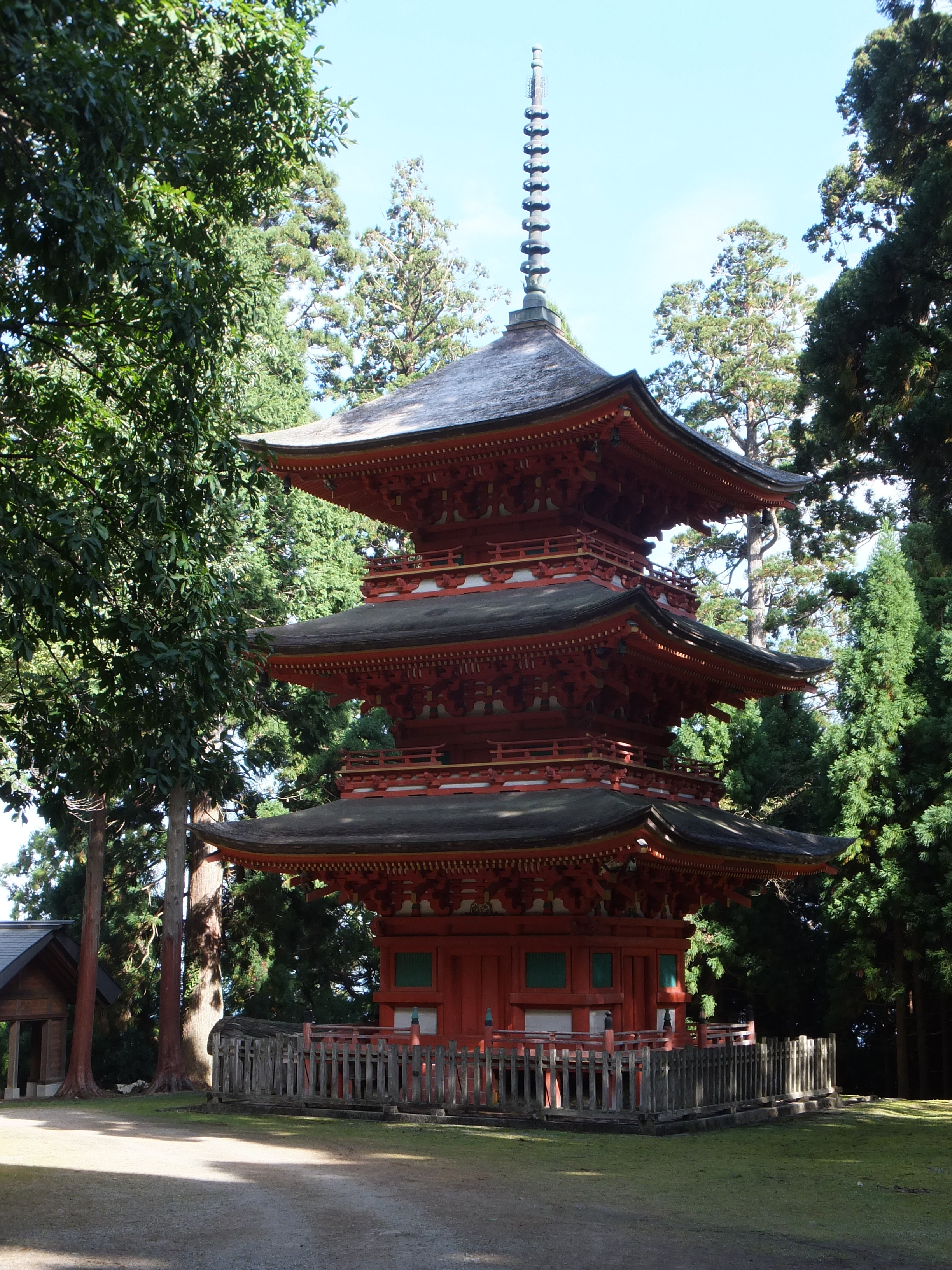
名草神社三重塔

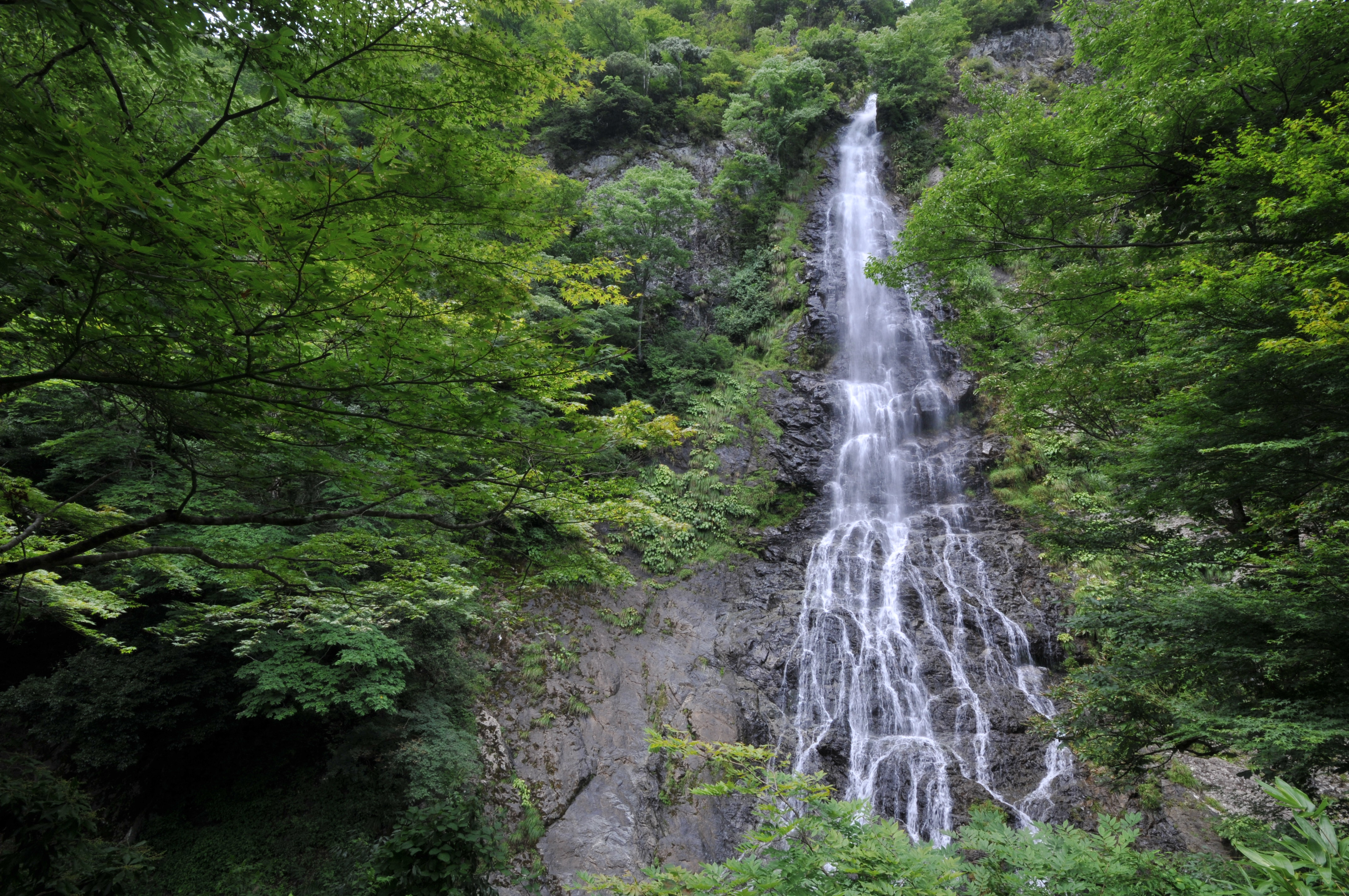
天滝

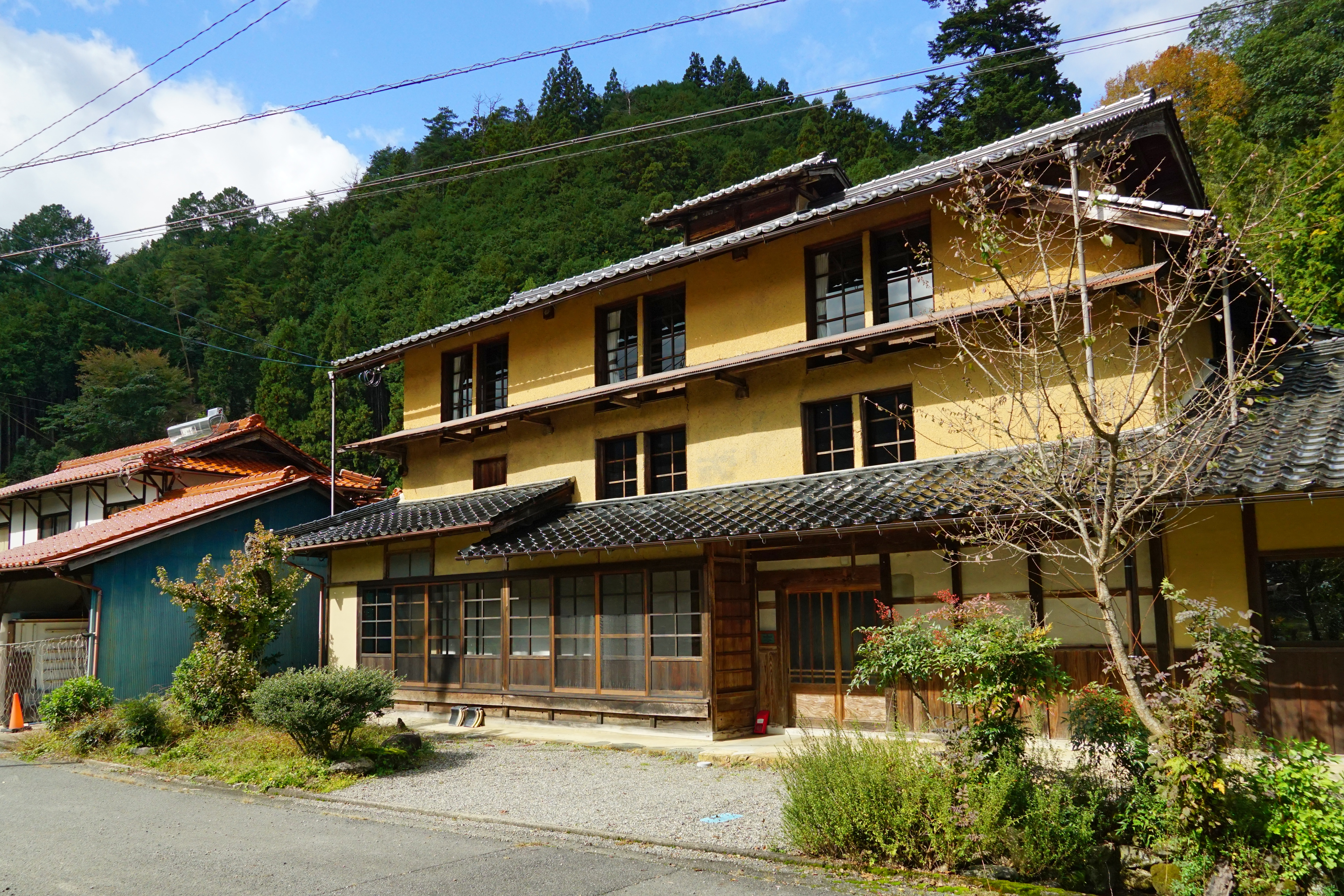
大屋町大杉重要伝統的建造物群保存地区

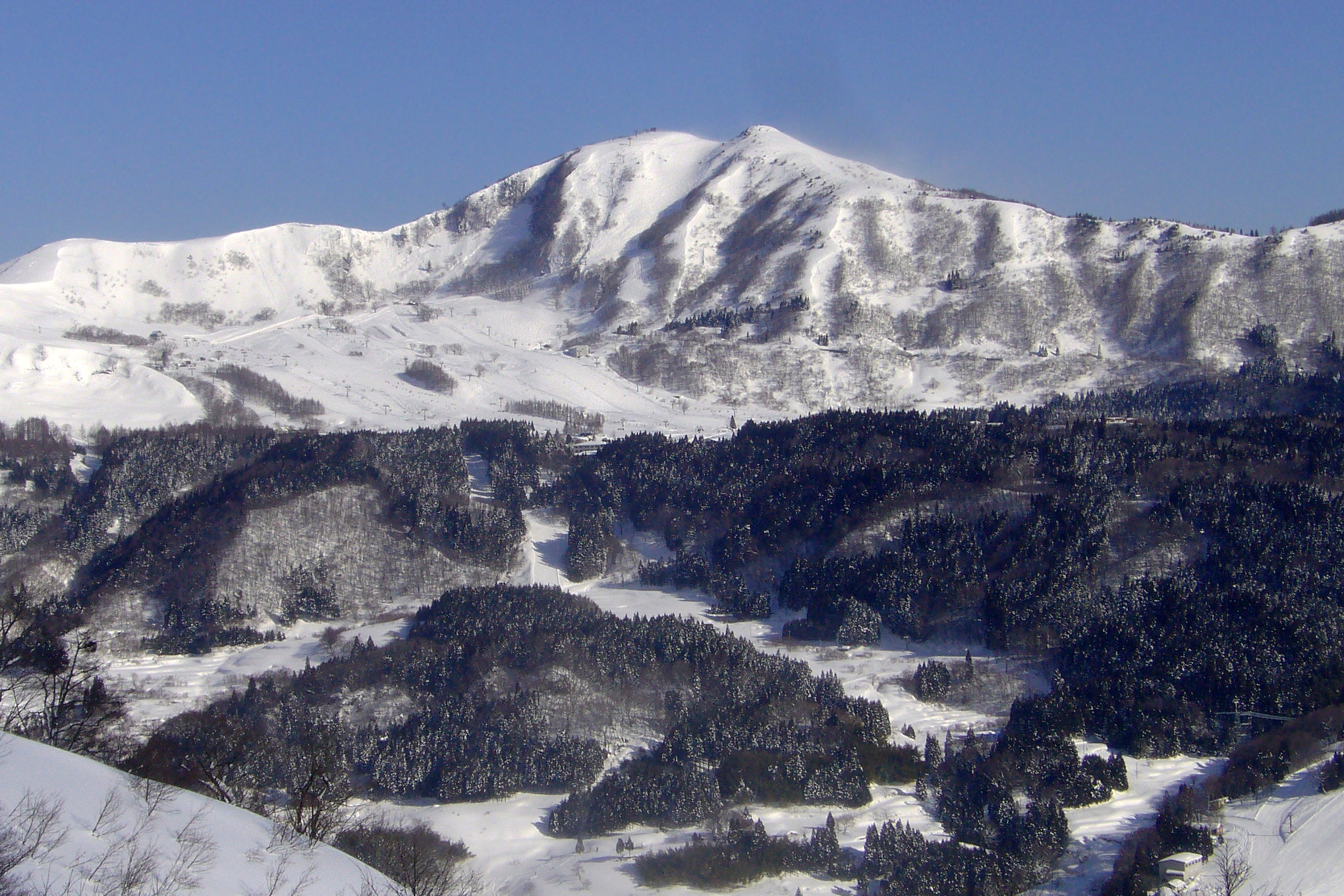
鉢伏山とハチ高原スキー場

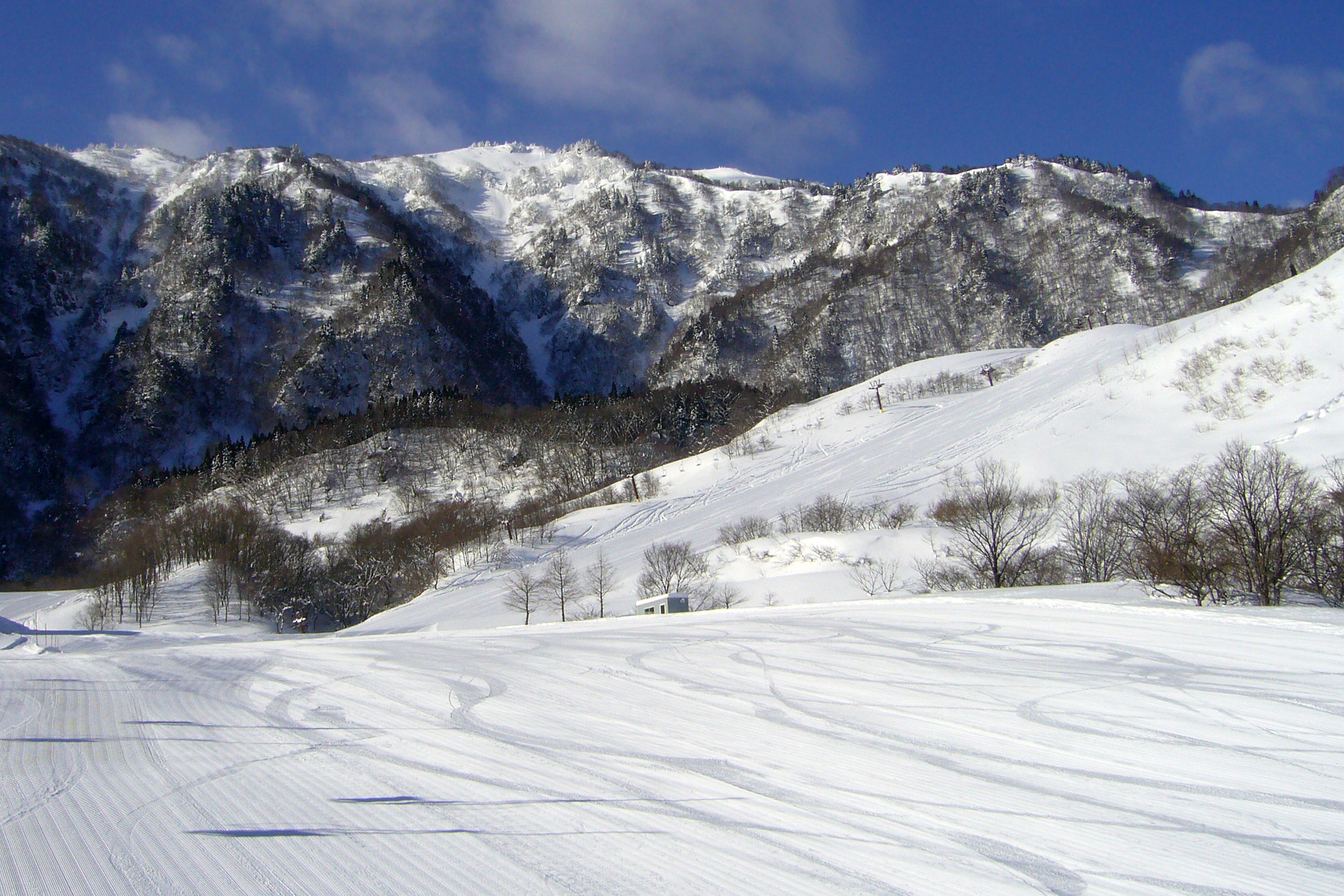
氷ノ山と氷ノ山国際スキー場

やぶ市観光協会で養父市のイメージキャラクターとして2010年に「やっぷー」が誕生した。（「氷ノ山（ひょうのせん）」の山の中に住んでいる妖精という設定）

### 八鹿エリア（北部）
- 妙見山（標高1139m） - 氷ノ山後山那岐山国定公園
  - 名草神社 - 妙見山の中腹（標高800m）、本殿、拝殿、三重塔は国の重要文化財
- 八木城 - 国の史跡
- 箕谷古墳群 - 国の史跡。戊辰年銘大刀が出土
- 青谿書院 - 県指定史跡。池田草庵が開いた漢学塾跡（幕末～明治初期）
- 甘棠亭 - 1676年建築、県指定文化財
- 兵庫県立但馬全天候運動場 - 公共スポーツ・レクリエーション施設
- とがやま温泉 天女の湯 - 日帰り温泉施設

### 養父エリア（中東部）
- 養父神社 - 但馬五社の一つ
- ほたるの里 - ふる里いきものの里100選、兵庫県ゲンジボタル保護区（蛍の見頃：6月上旬～下旬）
- 大藪（おおやぶ）古墳群 - 但馬最大級の後期古墳群
- 建屋のヒダリマキガヤ - 日本最大のヒダリマキガヤ（樹齢800年、国の天然記念物）
- 養父市立大庄屋記念館 - 明治大正の農村文化の記念館。出石藩の大庄屋を務めた長島善右衛門の元自邸[13]。
- 八鹿町八鹿地区歴史的景観形成地区（景観形成地区 (兵庫県指定)）

### 大屋エリア（南部）
- 明延鉱山 - かつて日本最大のスズ鉱山（1909年～）として栄えた、飛鳥時代～1987年閉山
  - あけのべ自然学校 - 資料展示、明延鉱山探検坑道見学（要予約）
  - 明神電車 - 鉱石を神子畑に運ぶために敷設された鉱山用軌道、「一円電車」
- 天滝渓谷 - 森林浴の森100選、氷ノ山後山那岐山国定公園
  - 天滝 - 日本の滝百選、落差98メートル、県下一の名瀑
  - 天滝公園
- 大屋町大杉（国選定重要伝統的建造物群保存地区、兵庫県指定景観形成地区）
- 上垣守国養蚕記念館 -　『養蚕秘録』著者上垣守国の顕彰施設
- 樽見の大ザクラ（樹齢1000年、国の天然記念物）
- 口大屋の大アベマキ（樹齢400年、国の天然記念物）
- 若杉高原大屋スキー場
- 杉ヶ沢高原 - （氷ノ山後山那岐山国定公園）

### 氷ノ山・鉢伏山・関宮エリア（西部）
- 氷ノ山（標高1510m） - 日本二百名山、兵庫県最高峰、氷ノ山後山那岐山国定公園
  - 氷ノ山国際スキー場 - 氷ノ山の北斜面に開かれたスキー場
- 鉢伏山（標高1221m） - ハチ北スキー場（香美町）と併せ、西日本最大級のスキー場エリア
  - ハチ高原スキー場 - 鉢伏山の南側山麓に開かれた、関西有数のスキー場
- ハイパーボウル東鉢スキー場 - ワイドな斜面を有するスキー場
- 山田風太郎記念館 - 山田風太郎は戦後、日本を代表する娯楽小説の大家、養父市関宮出身
- 関宮温泉 万灯の湯 - 日帰り温泉施設

### 市域外
- やぶや（大阪府豊中市中桜塚２丁目１） - 養父市産の農産物や食品を中心に扱うアンテナショップ。大阪府豊中市の桜塚商店街にて毎週火曜日に営業。[14]
- 結の郷　やぶ - アンテナショップ。2011年9月から2012年3月まで京都市の京福電鉄四条大宮駅舎にて期間限定で営業。[15]

## 祭事・催事
- ハチ高原新春花火大会（1月）
- 別宮のお綱うち（1月：別宮地区）
- お走りさん（4月）
- 八鹿夏祭り（7月） - 2019年を最後に開催されないまま、2022年に廃止された[16]
- 大杉ざんざこ踊り（8月）[17] - ざんざこ踊り、ざんざか踊りは盂蘭盆会を中心に村の繁栄を祈願して踊られる太鼓踊の一種で、名前は太鼓の口唱歌で「ザンザカザットウ」と言うのに由来する[18]。
- 若杉ざんざか踊り（8月）[19]
- 三宅の万灯さん（8月24日：三宅地区）
- 九鹿ざんざか踊り（10月）[20]
- ねっていずもう（10月：奥米地地区）
- まいそう祭り（宮本地区）

## 特産・地域文化
- 但馬弁
- 但馬牛
- ネクタリン
- 富有柿 - 畑ヶ中地区
- 八鹿豚[21][22]（旧八鹿町、幻のブランド品）
- 八鹿焼
- 高中蕎麦 - 奥米地地区
- 鯉料理 - 江戸時代からの名物料理（養父市場）
- 朝倉山椒 - 茎に棘の無い山椒で、養父市八鹿町朝倉で発見されたと言われる。

## 交流協定
- 兵庫県明石市 - 海のまち、山のまちとして市民交流が盛ん。

## 運転免許取得
但馬運転免許センターがある。兵庫県公安委員会の運転免許試験場として、ほとんどの運転免許試験を受験できる。受験者は、明石試験場に比較して少ないので混雑もなく受験できる。以前は免許証の交付が1週間前後と遅れていたが、数年前の建物新築時から即日交付が可能になっている。

## 著名な出身者
- 上垣守国（養蚕家、『養蚕秘録』著者）
- 弘融（僧侶、満福寺第57世住職）
- 池田草庵（儒学者）
- 北垣国道（貴族院議員・京都府知事・琵琶湖疏水工事を完成）
- 佐々木良作（政治家）
- 荒川清秀（言語学者、中国語学研究者、愛知大学教授）
- コンタロウ（漫画家）
- 山田風太郎（作家）
- 坂本誠志郎（プロ野球選手・阪神タイガース所属）
- 松岡健介（競輪選手）
- 宮吉拓実（プロサッカー選手、Jリーグ・京都サンガF.C.所属）
- 村上勉（イラストレーター）
- YO-HEY（プロレスラー）
- 今村久仁人（お笑いタレント、放送作家）
- 永窪綾子（児童文学者）